# Spilarctia dohertyi
Spilarctia dohertyi là một loài bướm đêm thuộc phân họ Arctiinae, họ Erebidae.